# Aeroposta Argentina S. A.
Aeroposta Argentina S.A. fue una aerolínea argentina creada en 1927 como filial de la Compañía General Aeropostal. Prestó los primeros servicios aéreos nacionales en las rutas a Asunción del Paraguay, Santiago de Chile y sobre la región patagónica (Bahía Blanca, Comodoro Rivadavia y Río Gallegos). En mayo de 1949 se fusionó con Aviación del Litoral Fluvial Argentino, Flota Aérea Mercante Argentina y Sociedad Mixta Zonas Oeste y Norte de Aerolíneas Argentinas, dando origen a Aerolíneas Argentinas.

## LasLignes Aériennes Latécoère

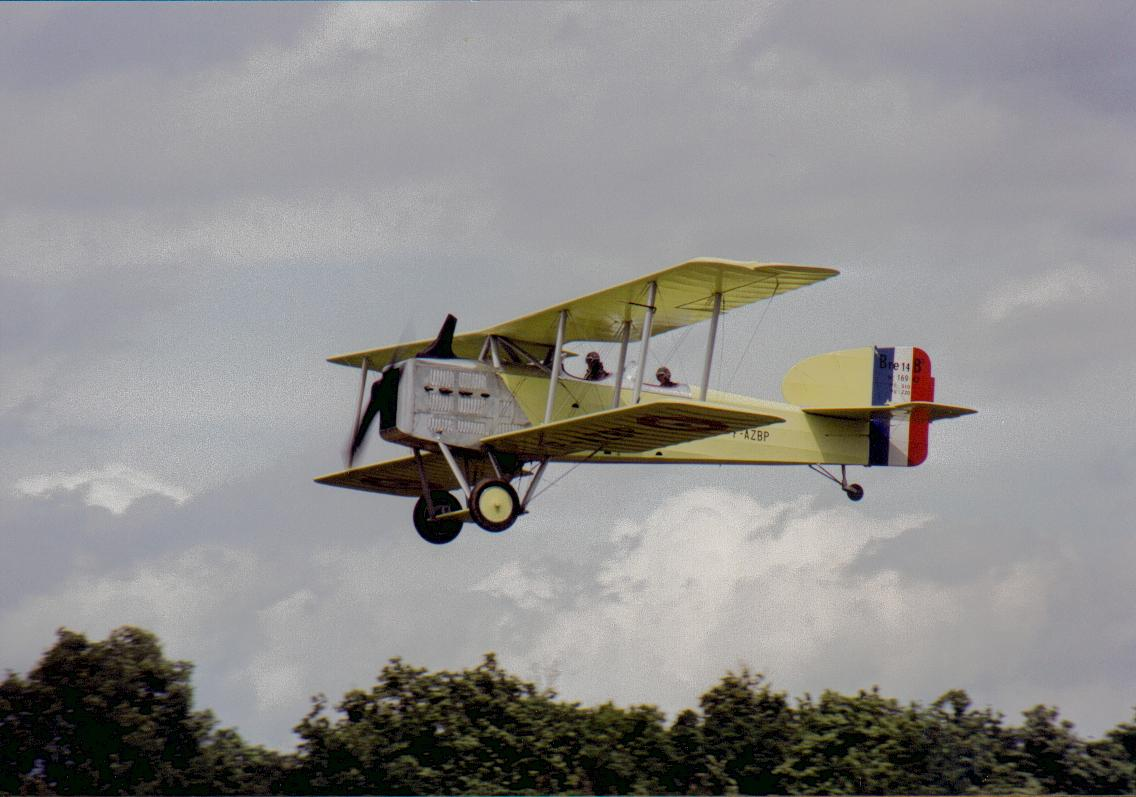
Breguet 14

Fundada al término de la Primera Guerra Mundial, las “Lignes Aériennes Latécoère” establecía en septiembre de 1919, la “Poste Aérienne France-Maroc”, el primer servicio aéreo regular entre Toulouse y Marruecos, a través de las ciudades de la costa oriental de España: Barcelona, Alicante y Málaga.
En esa misma fecha, su fundador, Pierre Georges Latécoère, crea la “Compagnie Générale d’Entreprise Aéronautique” y en mayo de 1922, la “Société Industrielle des Avions Latécoère”, encargada de construir y suministrar el material aéreo.
A fin de extender la Línea entre Casablanca y Dakar, el capitán Joseph Roig despega el 3 de mayo de 1923, con un grupo de tres biplanos Bréguet XIV y vuela entre las ciudades: Agadir, Cabo Juby, Villa Cisneros y Port-Etienne, sobre la costa occidental de África, llegando a destino el día 22 de ese mismo mes.
De acuerdo al plan que había concebido durante la guerra, Pierre G. Letécoére, envía al capitán Joseph Roig a Sudamérica en mayo de 1924, con el objeto de estudiar la ampliación de la línea entre Natal (Brasil) y Buenos Aires. En esta ciudad, Joseph Roig se entrevista con las autoridades del Departamento de Aeronáutica Civil del Ministerio de Guerra y les explica que el objetivo de los Directivos de la “Compagnie Générale d’Entreprise Aéronautique” era que Buenos Aires se convirtiera en sede de la terminal sudamericana de la futura línea aeropostal entre Sudamérica y Francia, para posteriormente convertirse en un centro distribuidor del Correo Aéreo entre la Argentina, los países limítrofes en donde operaría la línea aérea y también entre Sudamérica con Europa.
El presidente doctor Marcelo T. de Alvear se entusiasma con la idea y da su aprobación para que la empresa envíe una misión aeronáutica civil. Esta vez, el capitán Roig y su grupo de tres biplanos Bréguet XIV Renault, efectúan un vuelo de reconocimiento desde Río de Janeiro a Buenos Aires, aterrizando, el 14 de enero de 1925, en El Palomar, acompañado por los pilotos Paul Vachet, Etienne Lafay y Victor Hamm y los mecánicos Gauthier, Estival y Chevalier. En condiciones meteorológicas desfavorables, en marzo de 1925, iniciaron el regreso haciendo un relevamiento aéreo entre Río de Janeiro y Pernambuco (Recife), que resultara útil para los futuros pilotos de la línea atlántica. Dos meses después, en junio de 1925, quedó formalmente establecido el servicio postal aéreo regular Toulouse - Casablanca – Dakar.
Con el fin de reunir el capital necesario que suponía el desarrollo de la Línea sobre el continente sudamericano, Pierre Georges Latécoère viaja a Río de Janeiro, el 3 de diciembre de 1926, para reunirse con el empresario francés radicado en Brasil, Marcel Bouilloux-Lafont. Inmediatamente, en enero de 1927 y acompañados por el aviador argentino Vicente Almandos Almonacid, se reúnen ambos en Buenos Aires con el presidente de la Nación, Dr. Marcelo T. de Alvear y le solicitan la urgente presentación de un contrato que le permita al país la utilización del proyectado servicio Aeropostal con Francia.
En su carácter de Representante Apoderado de la "Compagnie Generale D’Entreprises aeronautiques", Vicente Almandos Almonacid redacta y firma un documento con el director general de Correos y Telégrafos, Sr. Arturo Goyeneche, el 8 de febrero de 1927, estableciendo un convenio para el transporte de correspondencia por vía aérea en el interior y países limítrofes, que sería ratificado mediante el Decreto del Poder Ejecutivo Nacional del 10 de junio de 1927, suscrito por el presidente de la Nación Dr. Marcelo T. de Alvear y su Ministro del Interior, José P. Tamborini.
Entre tanto, las negociaciones entre Pierre Georges Latécoère y Marcel Bouilloux Lafont culminan cuando este último compra, el 11 de abril de 1927, el 93% de las acciones de la "Compagnie Generale D’Entreprises aeronautiques", por una suma de 30 millones de francos y asume el control Directivo de la empresa, comprometiéndose a comprar los aviones Late 25, Late 26 y Late 28 fabricados por la "Société Industrielle des Avions Latécoère". Como consecuencia de ese traspaso de funciones, en una asamblea extraordinaria llevada a cabo en la ciudad de París, el 12 de diciembre de 1927, se resuelve modificar la denominación de "Compagnie Generale D’Entreprises aeronautiques", por el nuevo nombre de "Compagnie Generale Aeropostale".

## Historia

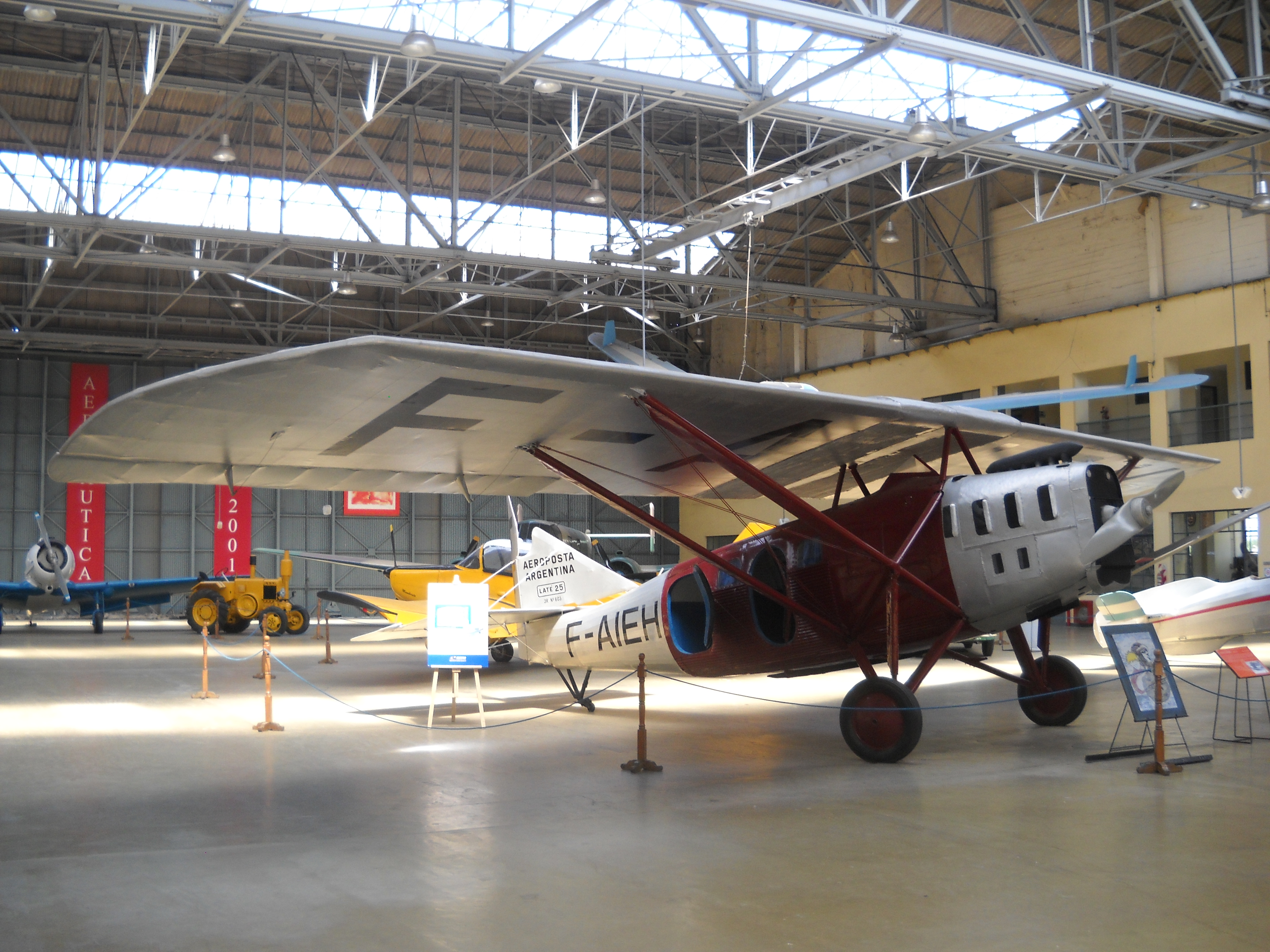
Latécoère 25, preservado en el Museo Nacional de Aeronáutica de Argentina.

Sorprendentemente, el 13 de agosto de 1926 un Decreto del Poder Ejecutivo había modificado la “Reglamentación de Aeronavegación sobre el Territorio Argentino”, el cual no permitía el uso del espacio aéreo argentino a empresas extranjeras y en donde el Ministerio de Guerra debía adoptar posiciones de Defensa Nacional, ante aeronaves civiles de uso pacífico. Con la finalidad de adecuarse a esta Reglamentación, Vicente Almandos Almonacid propone la constitución de una Sociedad Anónima nacional, propuesta que tiene el visto bueno del Presidente Marcelo T. de Alvear y prestigiosos juristas argentinos.
El Acta Constitutiva de la Aeroposta Argentina S. A. se rubricó legalmente, el día 5 de septiembre de 1927, con carácter de filial Argentina de la "Compagnie Générale Aéropostale", por parte de los señores Agustín Melían, en representación de Marcel Bouilloux-Lafont; Alberto Dodero, Gastón Fouvell Rigo Lleau, Alejandro Menéndez Behety, Luis Nicol, Guillermo Padilla (Jefe de Radiocomunicaciones Aeronáuticas del Departamento de Aviación Civil), Raúl A. Razzio, Emmanuel de Sieyes y el Sr. Almonacid, estableciéndo su sede en la Calle Reconquista N.º 240 de la Capital Federal.
El 1 de noviembre de 1927 Georges Pivot y Paul Vachet inauguran la línea Natal - Rio - Buenos Aires a bordo del Latécoère 25 matrícula F-AIOZ, que se extendería el 1 de marzo de 1928, cuando Jean Mermoz, bordo de un Laté 25 cargado con 36 sacos de correspondencia, inaugura la línea aérea más larga del mundo (13.600 km), desde Toulouse hasta Buenos Aires conectando Dakar-Natal por vía marítima hasta 1935. A esta línea se la denominó “línea Mermoz”.
Luego de analizar varios lugares, Almonacid elige un campo en Pacheco, en lo que hoy es la localidad de El Talar, a 35 km de la Capital Federal, donde se construye el aeródromo en el año 1928. En uno de los ángulos del campo había 3 antenas de 30 metros de altura y una vivienda de material donde se había construido la estación de Radio LPD “General Pacheco”, una poderosa estación de telecomunicaciones que luego fuera transferida a Correos y Telecomunicaciones y desde donde se realizaban las comunicaciones primeramente con las otras bases, pues en esa época los aviones no llevaban radio, y más tarde con las aeronaves de la empresa y con los barcos de ultramar.

## La ruta Buenos Aires - Asunción del Paraguay
Se realizan dos vuelos de exploración para los estudios de esta ruta:
- El 3 de abril de 1928, Pedro Ficarelli despega a bordo de un biplano Bréguet XIV-Renault de 300 HP desde Aeródromo de General Pacheco, a las 8.00 de la mañana y después de hacer una escala en el Aeroclub de Rosario (Argentina), prosigue vuelo a Entre Ríos, Corrientes, Chaco y Formosa, mientras que toma nota de los aeródromos y aeroclubes que podrían resultar aptos como campos de aviación.
- El 31 de octubre de 1928, Paul Vachet, Jefe de Tráfico de la empresa, parte del aeródromo de General Pacheco a bordo de un biplano Breguet XIV a las 7.00 de la mañana llevando varios ejemplares del diario La Prensa y arriba al aeropuerto de Asunción del Paraguay a las 18:00, definiendo el esquema definitivo de la ruta aérea Buenos Aires-Asunción del Paraguay.

El martes 1 de enero de 1929, Aeroposta Argentina S. A inicia los servicios de correo y transporte de pasajeros sin contar todavía con la autorización oficial, a las 6.00 de ese día partieron del aeródromo de General Pacheco dos monoplanos Late 25-Renault 450 HP:
- Paul Vachet y Pedro Ficarelli, a bordo del N.º. 619, matrícula F-AIFX, llevaron a la Sra. Lidia de Vachet, al ingeniero Padilla (director de la empresa) y al mecánico Gutiérrez.
- El aviador argentino Leonardo Selvetti, acompañado por el mecánico Ferrando y el Sr. Di Sandro a bordo del N.º. 631, matrícula F-AIJZ, bautizado "Coronel Bogado", transportaron una pequeña cantidad de cartas y ejemplares del diario La Prensa.

Luego de realizar la escala prevista en Monte Caseros (provincia de Corrientes), ambos aviones aterrizaron en el aeródromo militar paraguayo de Campo Grande, ante la presencia de autoridades y numeroso público, pero como la correspondencia transportada no no había sido despachada con carácter oficial por carecer de la autorización de gobierno argentino, estos vuelos históricos son considerados "ensayos de correo aéreo".
Finalmente, luego de reformar la “Reglamentación de Aeronavegación sobre el territorio Argentino”, el 27 de febrero de 1929 el gobierno nacional dio la esperada autorizacón y de este modo, Pedro Ficarelli partió a bordo de un avión Late 25, desde el aerédromo de General Pacheco a las 6.00 del viernes 22 de marzo de 1929 (96 años), siendo este el primer vuelo postal oficial de la Argentina.
Pedro Ficarelli perdería la vida cerca de Asunción del Paraguay, el 16 de agosto de 1929, al colisionar contra un cerro, en el Late 25 n.º 619, matrícula F-AIFX, en medio de una espesa niebla.

## La ruta Buenos Aires – Mendoza - Santiago de Chile

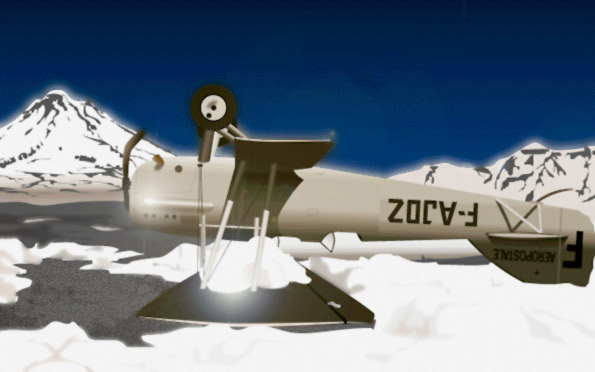
Potez 25 F-AJDZ en Laguna Diamante.

Con el fin de explorar las mejores rutas aéreas para poder cruzar los Andes, Jean Mermoz y el mecánico Alexandre Collenot realizaron los primeros vuelos de prueba entre Buenos Aires y Santiago de Chile. Los mismos se iniciaron el 19 de noviembre de 1928 hasta que, el 9 de marzo de 1929 y volando hacia Mendoza a bordo del Laté 25 n°603, matrículado F-AIEH, tuvieron que aterrizar en una estrecha saliente de la Cordillera y luego de hacer algunos arreglos en el carburador, lograron despegar llegando a salvo hasta Copiapó.
Esta experiencia los convenció de que el avión más apropiado para realizar el enlace Argentina-Chile, sobrevolando la Cordillera de los Andes, sería el Potez 25, debido a sus estupendas cualidades ascensionales y de los que se compran 5 aparatos, matrículados: F-AJDX (N° 1520), F-AJDY (N° 1521), F-AJDZ (N° 1522), F-AJZR (N° 2035) y F-AJZS (N° 2036).
Finalmente, el 14 de julio de 1929, Jean Mermoz y Henri Guillaumet realizan el primer correo aéreo Santiago de Chile-Mendoza en un Potez 25.
Henri Guillaumet sufre un accidente en el Potez 25 F-AJDZ, el 13 de junio de 1930 en Laguna Diamante. Es rescatado el día 20 de ese mismo mes, por el pastor argentino Juan García, quien fuera condecorado con la Legión de Honor, 71 años después, por el presidente francés, Jacques Chirac.

## La ruta Buenos Aires – Bahía Blanca - Comodoro Rivadavia

Latécoère 28

En septiembre de 1928, el piloto Pedro Ficarelli y el ingeniero mecánico Alfredo Vitolo, a bordo de un Laté 25 y utilizando las instalaciones que el Aero Club Bahía Blanca poseía en el paraje "La Mendocina", realizaron el primer vuelo de exploración a Comodoro Rivadavia. En febrero de 1929, Paul Vachet continuó los vuelos de exploración y comenzó a construir la infraestructura de las futuras escalas.
Entre el 29 de octubre y el 1 de noviembre de 1929, se realizaron los vuelos de inspección finales por parte del piloto francés Antoine de Saint Exupéry, acompañado por el piloto Rufino Luro Cambaceres a bordo del Laté 25, matrícula F-AIQF y los aviadores Próspero Palazzo y Ricardo Gross en el Laté 25, matrícula F-AIQL.
El 1 de noviembre de 1929 se inauguró la línea Buenos Aires - Bahía Blanca - Comodoro Rivadavia, con escalas en San Antonio Oeste y Trelew. 
Sin perjuicio que el primer vuelo fuera realizado por Antoine de Saint Exupéry a bordo del Laté 25 F-AIQL, llevando como pasajeros a periodistas de los diarios bahienses: Enrique Julio de "La Nueva Provincia", Emilio J. Valla de "El Atlántico" y Augusto Hunter de "La Mañana", entregando y recibiendo correspondencia en cada una de las escalas, “el vuelo de inauguración oficial” estuvo a cargo de Jean Mermoz, acompañado por el piloto Ricardo Gross, a bordo de un avión Late 28 que partió en las primeras horas de la mañana del aeródromo de General Pacheco, transportando al Capitán Almandos Almonacid, Director del Servicio de Aeroposta Argentina, autoridades y periodistas.
En Bahía Blanca, Ricardo Gross fue sustituido por Próspero Palazo, quien quedó a cargo de "la línea" a Comodoro Rivadavia.
Durante los primeros seis meses, la cabecera de la Línea se situaba en el campo de Villa Harding Green, en Bahía Blanca, donde se habían construido un hangar metálico, dos torres para la estación de radio, una estación meteorológica y un chalé para oficinas y la atención a los pasajeros. La conexión a Buenos Aires-Bahía Blanca se hacía por ferrocarril, desde la Estación Constitución, viajando toda la noche para arribar a Bahía Blanca en la mañana. En mayo de 1930 se comenzó a operar desde General Pacheco, transformándose Bahía Blanca en una escala del recorrido.
Mientras, en marzo de 1930, Mermoz realizaba en 21 h el primer correo aéreo transatlántico a bordo de un Laté 28 equipado con pontones y llevando 130 kg de correspondencia, el miércoles 31 de ese mismo mes, Antoine de Saint-Exupery, Director de Explotación de la Empresa, realizó el vuelo inaugural a Río Gallegos en el avión LATÉ 28, matrícula F-AJLO, "El Pampero", llevando como pasajeros al Presidente del Directorio de la Aeroposta, Sr. Marcel Boilloux Lafont, al Director Técnico de la Compañía, Capitán Vicente Almandos Almonacid, y al Vizconde Jacques Delalot (Director de la Agencia Havas), a Julian Pranville (funcionario de la Aeropostale) y al periodista de La Razón, Sr. Enrique Gutiérrez, siendo acompañados por Luro Cambaceres en el LATÉ 25, matrícula F-AIQF.
Próspero Palazzo y el aviador César Brugo, perderían la vida el 23 de junio de 1936, en Pampa de Salamanca, a 60 km de Comodoro Rivadavia, a bordo del Laté 28 N° 293, matrícula F-AJUX.

## La Aeroposta Nacional

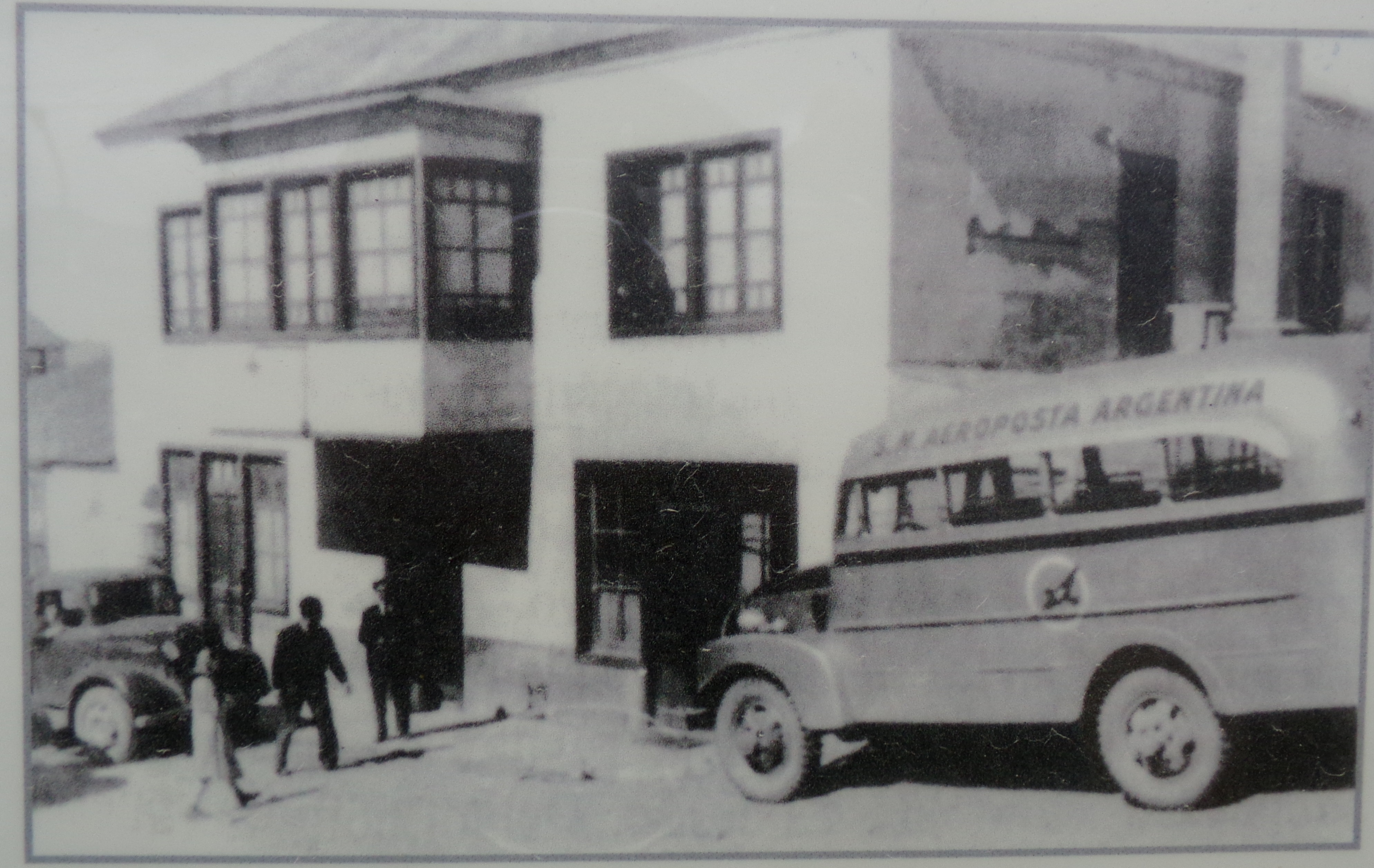
Sucursal de Ushuaia.

Debido a la Gran Depresión, Bouilloux Lafont, quien administraba un importante consorcio bancario y de empresas de transporte, se vio irrecuperablemente afectado. Desde principios de 1930, el Estado francés se niega a desbloquear la autorización de empréstito que había acordado en un convenio firmado el año anterior y la situación se agraba con el Golpe de Estado de septiembre de 1930 en Argentina y la revolución que llevaría al poder a Getúlio Vargas en Brasil en octubre de 1930. En diciembre de ese año, unos cambios ministeriales que están ocurriendo en Francia le impiden renovar la concesión de explotación y la garantía del Estado para conseguir nuevos préstamos. Para la Compagnie Générale Aéropostale es el fin, el 31 de marzo de 1931 se liquida la compañía, que más tarde sería absorbida dentro del grupo de empresas que darían origen a Air France en 1933, continuando la actividad de la Aeropostal.
La situación de la Aeroposta Argentina no es muy diferente, el Estado Argentino también le niega fondos y en junio de 1931, cesa sus actividades. No obstante, el director de Correos y Telégrafos y el director de Aviación Civil se sumaron a los reclamos de la prensa y el público en general y finalmente convencieron al Presidente del Gobierno Provisional a que autorizase a Aeroposta Argentina S.A. a reanudar sus servicios.
Por decreto del 29 de septiembre de 1931, la Empresa queda sujeta a un contrato de arrendamiento y control de la Dirección General de Aeronáutica Civil y de la Dirección General de Correos y Telégrafos, para la explotación de la línea entre Bahía Blanca y Río Gallegos, a título de experimental y por el término de seis meses, arrendando el material de vuelo y las instalaciones que la Empresa tenía, por un monto de $ 7000 m/n mensuales. En el aspecto jurídico se la designa Aeroposta Nacional, aunque a nivel de empresa sigue llamándose Aeroposta Argentina S.A.
Los servicios fueron reiniciados el 2 de octubre de 1931, hasta el 31 de mayo de 1932, en que un nuevo decreto extiende la autorización desde el 1 de junio de 1932 hasta el 31 de diciembre, otorgándole por primera vez, un subsidio fijo mensual y la provisión del combustible necesario a cuenta de YPF, mientras que un tercer decreto, el del 24 de marzo de 1933, fijaba el contrato de explotación en un término de 10 años, aumentaba el monto de la subvención y contemplaba la posibilidad de la extensión de la ruta hasta Ushuaia.
En octubre de 1933, Rufino Luro Cambaceres hizo un vuelo de reconocimiento y promoción por la Patagonia, explicando a las autoridades y la población, los beneficios del transporte aéreo tanto para correo como para pasajeros, provocando que varias regiones del sur del país enviaran solicitudes a Buenos Aires para la que la línea incluyera a sus ciudades como escalas.
A principios de 1935, Aeroposta Argentina compra aviones que Air France tenía en desuso y que alguna vez habían pertenecido a la Aéropostale y en septiembre de 1935 se prolonga el servicio hasta Río Grande.
En noviembre de 1935 se modifican los estatutos de la Empresa, permitiendo el ingreso de un grupo accionario argentino.

## Flota histórica
| Aeronaves         | Total | Introducido | Retirado | Matrículas |
| ----------------- | ----- | ----------- | -------- | --- |
| Latecoère 28      | 11    | 1929        | 1944     | F-AJIO (rrg. R-338 y LV-JAB), F-AJIQ, F-AJOU (rrg. R-322 y LV-IAB), F-AJLE, F-AJLN, F-AJLO (rrg. R-305 y LV-HAB), F-AJLP (rrg. F-AJOV, R-297 y LV-GAB), F-AJOX, F-AJPD, F-AJOY y R-293 |
| Douglas DC-3/C-47 | 9     | 1946        | 1950     | LV-ACW, LV-ACN, LV-ACY, LV-ADJ, LV-ABX, LV-ABZ, LV-ADD, LV-AET y LV-ADG |
| Junkers Ju 52     | 5     | 1937        | 1950     | LV-AAN, LV-AAG, LV-AAI, LV-AAH y LV-AAJ |

## Antiguos destinos

### Nacionales

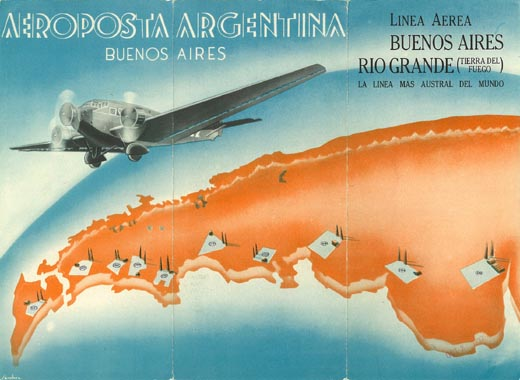
Cartel promocional de Aeroposta Argentina (1937)

| Ciudad                                                                         | Código de aeropuerto | Código de aeropuerto | Nombre del aeropuerto                                     | Notas |
| Ciudad                                                                         | IATA                 | ICAO                 | Nombre del aeropuerto                                     | Notas |
| ------------------------------------------------------------------------------ | -------------------- | -------------------- | --------------------------------------------------------- | ----- |
| Desde Aeroparque Jorge Newbery (16 destinos)                                   |                      |                      |                                                           |       |
| Argentina                                                                      |                      |                      |                                                           |       |
| Bahía Blanca, Provincia de Buenos Aires                                        | BHI                  | SAZB                 | Aeropuerto Comandante Espora                              |       |
| Catamarca, Provincia de Catamarca                                              | CTC                  | SANC                 | Aeropuerto Coronel Felipe Varela                          |       |
| Comodoro Rivadavia, Provincia del Chubut                                       | CRD                  | SAVC                 | Aeropuerto Internacional General Enrique Mosconi          |       |
| Corrientes, Provincia de Corrientes                                            | CNQ                  | SARC                 | Aeropuerto Internacional Doctor Fernando Piragine Niveyro |       |
| Carmen de Patagones, Provincia de Buenos Aires                                 | CPG                  |                      | Aeródromo de Carmen de Patagones                          |       |
| Azul, Provincia de Buenos Aires                                                | ZUL                  | SAZA                 | Aeródromo de Azul                                         |       |
| Neuquén, Provincia del Neuquén                                                 | NQN                  | SAZN                 | Aeropuerto Internacional Presidente Perón                 |       |
| Paraná, Provincia de Entre Ríos                                                | PRA                  | SAAP                 | Aeropuerto General Justo José de Urquiza                  |       |
| Posadas, Provincia de Misiones                                                 | PSS                  | SARP                 | Aeropuerto Internacional Libertador General San Martín    |       |
| Formosa, Provincia de Formosa                                                  | FMA                  | SARF                 | Aeropuerto Internacional El Pucú                          |       |
| Resistencia, Provincia de Chaco                                                | RES                  | SARE                 | Aeropuerto Internacional de Resistencia                   |       |
| Río Gallegos, Provincia de Santa Cruz                                          | RGL                  | SAWG                 | Aeroclub Río Gallegos                                     |       |
| Río Grande, Provincia de Tierra del Fuego, Antártida e Islas del Atlántico Sur | RGA                  | SAWE                 | Aeropuerto Internacional Gobernador Ramón Trejo Noel      |       |
| Rosario, Provincia de Santa Fe                                                 | ROS                  | SAAR                 | Aeropuerto Internacional Rosario Islas Malvinas           |       |
| San Carlos de Bariloche, Provincia de Río Negro                                | BRC                  | SAZS                 | Aeropuerto Internacional Teniente Luis Candelaria         |       |
| Santa Fe, Provincia de Santa Fe                                                | SFN                  | SAAV                 | Aeropuerto de Sauce Viejo                                 |       |
| Santa Rosa, Provincia de La Pampa                                              | RSA                  | SAZR                 | Aeropuerto de Santa Rosa                                  |       |
| Trelew, Provincia del Chubut                                                   | REL                  | SAVT                 | Aeropuerto Almirante Marco Andrés Zar                     |       |
| Mar del Plata, Provincia de Buenos Aires                                       | MDQ                  | SAZM                 | Aeropuerto Internacional Astor Piazzolla                  |       |
| Mendoza, Provincia de Mendoza                                                  | MDZ                  | SAME                 | Aeropuerto Internacional Gobernador Francisco Gabrielli   |       |

### Internacionales
| Ciudad                                                | Código de aeropuerto | Código de aeropuerto | Nombre del aeropuerto                   | Notas |
| Ciudad                                                | IATA                 | ICAO                 | Nombre del aeropuerto                   | Notas |
| ----------------------------------------------------- | -------------------- | -------------------- | --------------------------------------- | ----- |
| Desde Aeroparque Jorge Newbery Argentina (2 destinos) |                      |                      |                                         |       |
| Francia                                               |                      |                      |                                         |       |
| París, Región parisina                                | CDG                  | LFPG                 | Aeropuerto de París-Charles de Gaulle   |       |
| Río Grande del Norte Natal                            | NAT                  | SBNT                 | Aeropuerto Internacional Augusto Severo |       |

## Honores
El 2 de enero de 1979, los pilotos civiles precursores, sobrevivientes a esa fecha, de la Compañía Aeroposta Argentina, se reunieron para conmemorar el Cincuentenario del Primer Vuelo, los firmantes del diploma fueron a saber:
- Virgilio Mira;
- Alberto Papa;
- H. Papa;
- Leonardo Selvetti;
- Pedro Artigau;
- Oscar Bujía;
- Martignoni;
- y la señora Esmeralda Almandos Almonacid, hija de Vicente Almandos Almonacid, fundador de la empresa

## El consorcio Pueyrredón
Cuando, en 1936, nuevas dificultades económicas amenazan las operaciones de la línea, un nuevo grupo de empresarios argentinos, encabezados por el Dr. Ernesto Pueyrredón, forman un consorcio que adquiere el 97% del paquete accionario de la Empresa, que finalmente queda en manos nacionales.
Las autoridades de la Dirección General de Aeronáutica Civil y por Decreto 99.184 del 1 de febrero de 1937, autoriza a la Empresa a extender sus vuelos partiendo desde Buenos Aires y reemplaza el subsidio en efectivo y combustibles por una contribución mensual de m$n 1.50 por cada kilómetro volado correspondiente al recorrido.
En este nuevo contrato, que establecía una vigencia de 10 años, la Empresa debía hacer un descuento del 50% en la tarifa de los pasajes destinados a Correos y Telégrafos y a la Dirección Aeronáutica, de haber plazas disponibles, además de reservar hasta 2 kg de carga para la correspondencia oficial, que debía ser transportada gratuitamente y el compromiso de renovar el material de vuelo existente.
En un giro hacia Alemania, se compran los primeros tres Junkers Ju-52 trimotor, matriculados LV-AAB “Patagonia”, LV-BAB “Pampa” y LV-CAB “Tierra del Fuego”, repuestos, motores BMW y equipos Lorenz y Telefunken, con vistas a modernizar el material operativo y de vuelo. Se contrata personal alemán para el entrenamiento en los aviones, que operan desde el aeródromo de Quilmes, desde donde, en octubre de 1937, se inician los primeros vuelos regulares entre Buenos Aires y Río Grande, a bordo del “Patagonia”, piloteado por Paul Rohlandt y los argentinos Selvetti, Gross e Irigoyen. Este servicio tenía también la opción de escala en Azul.
En abril de 1938, otro decreto autoriza a Aeroposta Argentina S. A. a combinar el servicio nacional con los internacionales que operaban Air France y el Sindicato Cóndor Ltda. y en diciembre de 1939 se decreta la modificación de la frecuencia Buenos Aires - Río Gallegos y Río Grande.
La presión ejercida por los Estados Unidos, a su entrada en la Segunda Guerra Mundial, determinó el cierre de Syndicato Cóndor, subsidiaria de Lufthansa en Brasil, Bolivia y Perú, Aeroposta encuentra en esta situación la oportunidad de adquirir otros dos Junkers JU-52, el LV-AAJ “Ibaté” en Brasil, en abril de 1942 y el LV-AAN 'Quichua' en Bolivia, en junio de 1943, completado así una de flota de cinco JU-52.